# Truman Handy Newberry
Truman Handy Newberry (Detroit, 1864. november 5. – Grosse Pointe, 1945. október 3.) az Amerikai Egyesült Államok szenátora (Michigan, 1919–1922).